# 濱佐呂間站

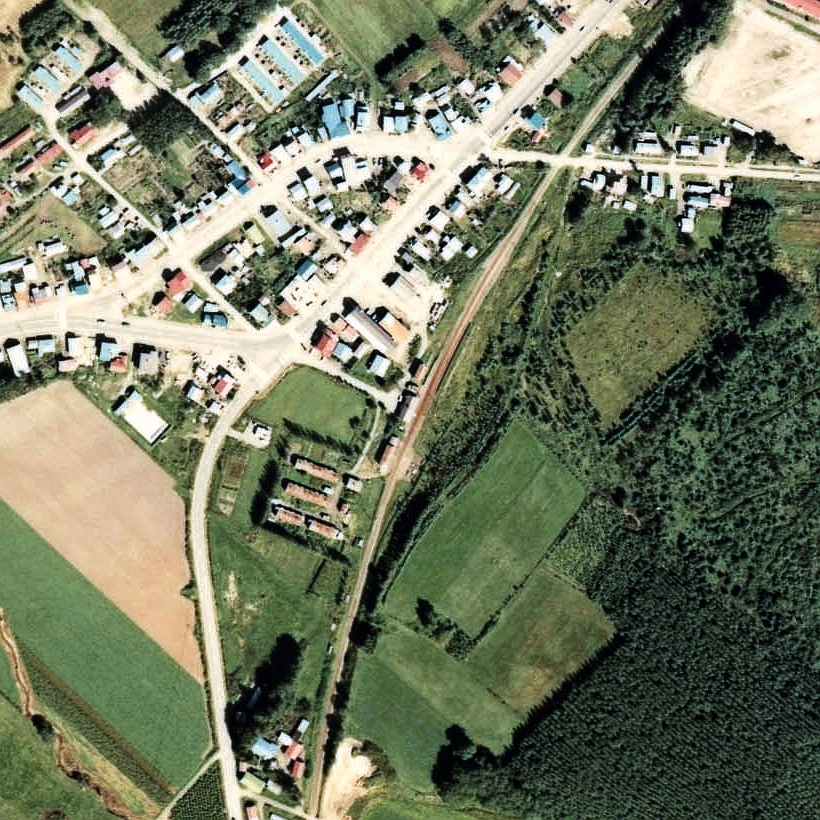
1977年的濱佐呂間站與方圓約500米範圍。右上方是網走方向。當時設有2面2線的千鳥式月台，車站大樓旁邊設有貨物月台和引込線。當時還未成為無人車站，在對面月台已經長滿雜草。車站靠近中湧別一方還有數間職員官舍。

濱佐呂間站（日语：／ Hama-Saroma eki */?）是位於北海道常呂郡佐呂間町字濱佐呂間，日本國有鐵道（國鐵）的湧網線車站（廢站）。隨著湧網線廢線，車站在1987年（昭和62年）3月20日廢除。

## 歷史
- 1952年（昭和27年）12月6日 - 日本國有鐵道湧網東線常呂站至此站之間開通，下佐呂間站（日语：／）啟用[1]。當時為一般車站[1]。
- 1953年（昭和28年）10月22日 - 佐呂間站至此站之間開通，成邊中途車站。中湧別站至網走站間全線開通。路線名稱改名為湧網線。
- 1963年（昭和38年）10月1日 - 車站改名為濱佐呂間站[1]。
- 1972年（昭和47年）2月8日 - 結束處理貨物[1]。
- 1982年（昭和57年）3月29日 - 結束處理行李[1]，同時變成無人車站（簡易委託化，委托車站鄰近的私人商店販賣車票）。
- 1987年（昭和62年）3月20日 - 湧網線全線廢除，此站也廢除[1]。

## 車站構造
截至車站廢除前，車站是一座地面車站，設有1面1線的單式月台。月台位於路軌西邊（網走方向的列車會開啟左邊車門）。本線靠近網走一方設有路軌分支，連接車站北邊的1條側線。曾經站內設有2面2線的相對式月台，當時可進行列車交會。截至1983年（昭和58年），對面月台的路軌廢除交會設備後，中湧別和網走兩方的轉轍器已經撤走（月台也撤走了）。月台前後的路軌都是彎曲的，這是由於當時設置了轉轍器。
此站是無人車站。在有人車站時代還有車站大樓。車站大樓位於站內東邊，鄰接月台。當時設有白色木砂漿塗成的車站大樓。車站內沒有人當值，於車站附近的私人商店委托販賣車票。受託者是車站附近的民宿經營者，在車站大樓內設有住宿資訊。

## 站名的由來
車站名稱取自所在地名。地名源自當地位於佐呂間的海濱，因此得名。
舊站名是下佐呂間，該名稱取自佐呂間別的下流位置。

## 使用狀況
- 截至1981年度（昭和56年度），1日上下車人次為79人[2]。

## 車站周邊
站前設有農協商店和商店街。
- 國道238號（日语：国道238号）（鄂霍次克國道）[4]
- 北海道道103號留邊蘂濱佐呂間線（日语：北海道道103号留辺蘂浜佐呂間線）
- 北海道道858號Kimuaneppu岬濱佐呂間線（日语：北海道道858号キムアネップ岬浜佐呂間線）[4]
- 佐呂間大橋（國道238號）
- 鄉土資料館 - 車站東北方約5.7公里處[2]。
- 佐呂間別川[4]
- 佐呂間湖 - 車站北方約0.7公里[2][4]。
- Kimuaneppu岬 - 車站西北方約6.5公里[2][4]。玫瑰和珊瑚草的原生花園（日语：原生花園）。
- 佐呂間町親睦巴士（日语：佐呂間町ふれあいバス）「濱佐呂間」巴士站

## 現況
車站大樓與站內設施早已撤走。車站遺址建設了町內設施，車站與周邊的路軌已經看不到。
截至1999年（平成11年），此站遺址靠近仁倉站一方還有混凝土橋台。截至2010年（平成22年），截至2011年（平成23年）也是同樣。

## 相鄰車站
日本國有鐵道
湧網線 
仁倉－濱佐呂間－北見富丘

## 注腳
1. 1 2 3 4 5 6 7 8  石野哲（編）. . JTB. 1998: 915. ISBN 978-4-533-02980-6 （日语）.
2. 1 2 3 4 5 6 7 8 9 10 11 12  宮脇俊三 (编). . 原田勝正. 小學館. 1983-07: 161. ISBN 978-4093951012 （日语）.
3. 1 2  太田幸夫. . 富士Comtem. 2004-02: 169. ISBN 978-4893915498 （日语）.
4. 1 2 3 4 5  . 地勢堂. 1980-03: 19 （日语）.
5. ↑  宮脇俊三 (编). . JTB Can Books. JTB出版. 1999-03: 31–32. ISBN 978-4533031502 （日语）.
6. ↑  今尾惠介 (编). . JTB出版. 2010-03: 52–53. ISBN 978-4533078583 （日语）.
7. ↑  本久公洋. . 北海道新聞社. 2011-09: 104–105. ISBN 978-4894536128 （日语）.